# Pseudostachia
Pseudostachia är ett släkte av urinsekter. Pseudostachia ingår i familjen Odontellidae.
Släktet innehåller bara arten Pseudostachia populosa.